# Уругвај на Светском првенству у атлетици на отвореном 2013.
Уругвај је учествовао на 14. Светском првенству у атлетици на отвореном 2013. одржаном у Москви од 10. до 18. августа четрнаести пут, односно учествовао је на свим првенствима до данас. Репрезентацију Уругваја представљао је један такмичар који се такмичио у трци на 400 са препонама.,
На овом првенству Уругвај није освојио ниједну медаљу, али је Андрес Силва остварио лични рекорд у сезони.

## Учесници
Мушкарци:
- Андрес Силва — 400 м препоне

## Резултати

### Мушкарци
| Атлетичар    | Дисциплина    | Лични рекорд | Квалификације | Квалификације | Полуфинале           | Полуфинале           | Финале               | Финале       | Детаљи |
| Атлетичар    | Дисциплина    | Лични рекорд | Резултат      | Место         | Резултат             | Место                | Резултат             | Место        | Детаљи |
| ------------ | ------------- | ------------ | ------------- | ------------- | -------------------- | -------------------- | -------------------- | ------------ | ------ |
| Андрес Силва | 400 м препоне | 49,16 НР     | 50,48 ЛРС     | 6. у гр 3     | Није се квалификовао | Није се квалификовао | Није се квалификовао | 28 / 35 (37) |        |